# Alice Mary Longfellow

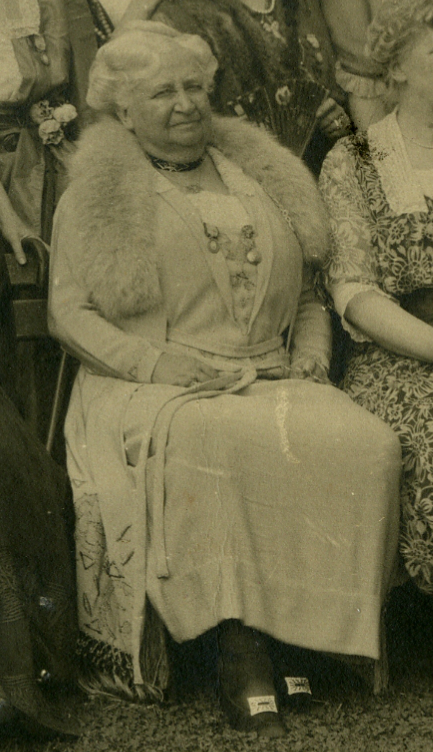
Alice Longfellow 1921, Ausschnitt aus einem Gruppenphoto der Mount Vernon Ladies' Association.

Alice Mary Longfellow (* 22. September 1850 in Cambridge, Massachusetts; † 7. Dezember 1928 ebenda) war eine Philanthropin, eine Kämpferin für das kulturelle Erbe und die älteste überlebende Tochter des amerikanischen Dichters Henry Wadsworth Longfellow. Sie ist die „grave Alice“ in ihres Vaters Gedicht „The Children's Hour“.
Longfellow wuchs in Cambridge, Massachusetts, auf. Sie besuchte das Radcliffe College in den 1880er und 1890er Jahren und studierte 1883–1884 am Newnham College in Cambridge, Vereinigtes Königreich.  Sie reiste häufig und verbrachte die meiste Zeit ihres Lebens im Ausland in Frankreich und Italien. Im Jahr 1927 traf sie sich mit Benito Mussolini.
Alice Longfellow blieb ihr Leben lang unverheiratet. Sie starb 1928 in Cambridge in demselben Haus, in dem sie geboren wurde.
Longfellow setzte sich für den Erhalt des Hauses ihres Vaters in Cambridge ein, dem heutigen Longfellow House-Washington's Headquarters National Historic Site. Sie war Massachusetts Vice-regent der Mount Vernon Ladies' Association  und hatte zeitlebens administrative Positionen am Radcliffe College inne. Sie spendete in erheblichem Umfang für verschiedene Zwecke in den Bereichen Denkmalpflege, Bildung und Humanität, darunter die Audubon Society, das Tuskegee Institute und den American Fund for French Wounded during World War I.

## Kindheit

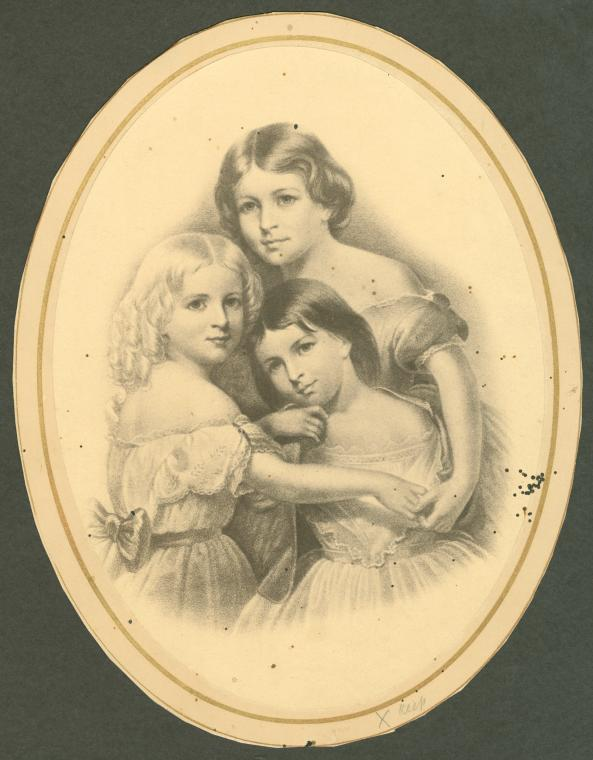
Porträts zur Illustration von Longfellows Gedicht „The Children's Hour“ mit „grave Alice“ (oben), „laughing Allegra“ (rechts) und „Edith with golden hair“ (links), ca. 1859.

Alice Longfellow wurde am 22. September 1850 morgens um halb sieben „with the setting of the moon and the rising of the sun! and all the splendors of the dawn!“ als älteste Tochter von Henry Wadsworth Longfellow und Frances „Fanny“ Elizabeth Appleton Longfellow, der Tochter des Bostoner Industriellen Nathan Appleton und Maria Gold Appleton, geboren.
Longfellow wurde am Geburtstag von George Washington getauft, ein Datum das angeblich mit Absicht gewählt wurde, weil ihr Geburtshaus 1776 im Unabhängigkeitskrieg Washingtons Hauptquartier war.
Ihre Mutter Fanny schrieb über Alice als Baby: „It is a great laughter and has a very expressive little face already, with dark blue eyes and an inclination to look like Henry, I think.“
Longfellow hatte eine privilegierte Kindheit und wuchs in einem wohlhabenden Elternhaus auf. Ihre Mutter berichtet nicht ohne Stolz von der jungen Alice, dass „sie gerne ein Buch in die Hand nimmt, Geschichten liest und mehr schlaue Dinge sagt, als man sich merken kann“ und dass "sie eine ungestüme kleine Frau voller Charakter und Originalität” sei. Longfellow hatte Unterricht bei ihrer Gouvernante oder an Privatschulen wie Miss C. S. Lyman's School und später Professor Williston's School und lernte gut und schnell, und im Alter von zehn Jahren schrieb ihre Mutter, sie sei „so wise she is quite a companion for me.“
Nach dem Tod ihrer Mutter 1861 übernahm Longfellow für ihre zwei jüngeren Schwestern so etwas wie eine Beschützerrolle, was ihre Ernsthaftigkeit, wie sie in dem Gedicht ihres Vaters von 1859 mit „grave Alice“ beschrieben wird, sicher bestärkte.  Eine ihrer besten Freundinnen, mit der sie aufwuchs, war Harriet „Hattie“ Spelman, die später ihren Bruder Ernest Wadsworth Longfellow heiratete. Als Beispiel für den Lebensstil, mit dem sie aufwuchs, gibt es einen Briefwechsel zwischen Henry und Alice Longfellow über Alices „basket carriage“, d. h. Pferd und Wagen, die ihr Henry geschenkt hatte. In dem Brief wird erzählt, dass Longfellow ihn rücksichtslos fuhr, gegen einen Pfosten prallte und sich und das Pferd fast zu Tode erschreckte.
1863 mit gerade zwölf Jahren reiste sie das erste Mal nach Maine zu ihrem Onkel Thomas Gold Appleton auf dessen nach ihr benannte Yacht The Alice. Dies war der Anfang eine lebenslangen Reiseaktivität. Als sie 14 Jahre alt war, bezeichnete Henry Longfellow seine Tochter Alice bereits als „my darling runaway“, weil sie unentwegt auf Reisen war.
Longfellows erste Europareise im Alter von 18 Jahren dauerte vom 23. Mai 1868 bis zum 1. September 1869, als sie mit ihrer Familie anlässlich der kürzlichen Hochzeit von Erny und Hattie anreiste. Aus der Familie mit auf der Reise waren ihr Vater, ihre Tanten mütterlicherseits und ihr Onkel Samuel Longfellow, ihr Onkel Tom Appleton, ihre Geschwister und ihre neue Schwägerin sowie die Gouvernante der Familie, Hannah Davie. Sie besuchten England, Schottland, Frankreich, die Schweiz, Österreich, Belgien, Deutschland und Italien.
Als Longfellow 21 Jahre alt wurde, schenkte ihr Vater ihr den ihr vererbten Anteil am Nachlass ihrer Mutter in Höhe von 131.755,45 US-Dollar, was Longfellow für den Rest ihres Lebens finanzielle Unabhängigkeit sicherte.

## Wohltäterin
Longfellow führte ein Leben, beginnend 1879, als sie 28 Jahre alt war, bis zu ihrem Tod fünfzig Jahre später, dass sich auf Wohltätigkeit wie die Bewahrung historischer Kulturgüter in den Vereinigten Staaten, das Schaffen von Bildungsmöglichkeiten für Bevölkerungsgruppen, die systematisch diskriminiert und von ihrem Wahlrecht ferngehalten wurden (disenfranchisement), oder die Unterstützung der Alliierten im 1. Weltkrieg konzentrierte.

### Radcliffe College

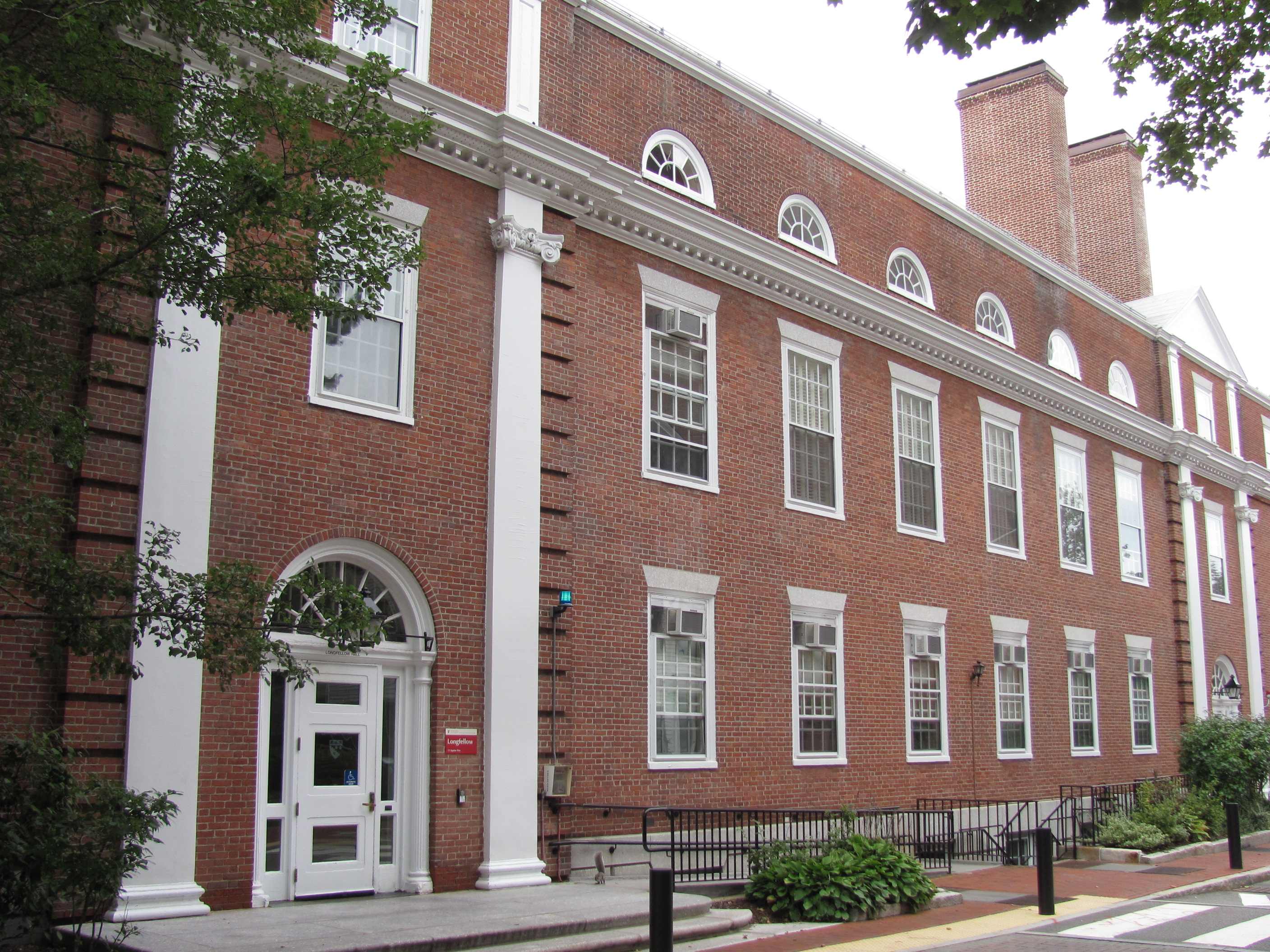
Longfellow Hall, heute ein Teil der Harvard Graduate School of Education

Im Januar 1879 trat Longfellow The Society for the Collegiate Instruction of Women bei, einem aus sieben Frauen bestehendes Komitee, von denen sie zu dem Zeitpunkt mit gerade 28 Jahren die jüngste war. Diese Gruppe arbeitete an der Einrichtung des Harvard Annex für Frauen, damit Frauen ebenfalls von Harvard-Professoren unterrichtet werden konnten. Longfellow war von 1883–1891 die Schatzmeisterin des Annex, von 1879–1881 und 1884–1890 ein special student und bis zu ihrem Tod 1928 in verschiedenen Funktionen Mitglied des Direktoriums. Die Einrichtung wurde später unter dem Namen Radcliffe College bekannt und ist heute Teil der Harvard University.
Longfellow veranstaltete mehrere der frühen Begrüßungszeremonien für Radcliffe in der Bibliothek des Longfellow House sowie regelmäßige Memorial Day-Partys, zu denen auch Tee im öffentlichen Teil des Gartens gehörte. Sie teilte ihre Liebe zum Reisen, indem sie ein Reisestipendium für Radcliffe-Absolventinnen ins Leben rief. Sie stiftete Bücher und Material für die erste Bibliothek der Institution und beauftragte ihren Cousin Alexander mit dem Entwurf mehrerer der ersten Gebäude. 1899 bezahlte sie ihn für die Neugestaltung des Fay House, des ersten Gebäudes, das dem jungen College gehörte. Als Harvard die Organisation 1893 offiziell erwarb, erwog Präsident Charles William Eliot, sie nach dem Dichter Longfellow-College zu benennen, aber seine Tochter, die im Gründungskomitee saß, lehnte dies ab und schlug vor, einen anderen Namensvetter zu finden, der sich mehr für die Bildung von Frauen eingesetzt hatte.
Sie setzte ihr Engagement fort, indem sie Geld für die 1930 erbaute Longfellow Hall spendete, die derzeit für die Harvard Graduate School of Education genutzt wird. Longfellow war in der Gemeinde Radcliffe sehr beliebt. Im Jahr 1905 wurde für sie an ihrem 55. Geburtstag eine Hommage mit einem Lobgedicht von Alice Stone Blackwell, der Tochter der Frauenrechtsaktivistin Lucy Stone, und der Überreichung eines Loving cup veranstaltet.

### Mount Vernon Ladies' Association
Longfellows Liebe zu George Washington wurde wahrscheinlich dadurch entfacht, das er im Longfellowschen Haushalt sehr präsent war. Sie wuchs in Washingtons erstem Hauptquartier und unter dem Einfluss ihres Vaters und seiner Werke, wie z. B. To A Child, auf. Im Alter von 28 Jahren engagierte sie sich dann in der Mount Vernon Ladies' Association, einer Gruppe, die sich für den Erhalt des Landsitzes Mount Vernon, George Washingtons Haus in Virginia, einsetzte. Für 48 Jahre, von 1880 bis zu ihrem Tod 1928, war sie Vice-regent für Massachusetts in dieser Organisation.
Longfellow engagierte sich so sehr für die Vereinigung, dass sie persönlich zahlreiche seltene Bücher wie Meditations and Contemplations kaufte, komplett mit der Unterschrift von George Washingtons Mutter darin, um Washingtons Sammlung, die sich nach seinem Tod zerstreut hatte, wieder zu vereinigen. Ihr krönender Abschluss war der Kauf des Bücherschranks von Washingtons Sekretärin im Jahr 1904 mit ihrem eigenen Geld, um ihn an seinem rechtmäßigen Platz in seinem Arbeitszimmer aufzustellen, dem Raum, an dessen Erhalt sie ein besonderes Interesse hatte.

### Andere
Longfellow war aktiv in der Hilfe für die Alliierten während des Ersten Weltkriegs. Sie spendete 1919 an American Fund for French Wounded, das American Ambulance Hospital in Paris 1915 und 1916, den Layette Fund in den Jahren 1915–1919, the Serbian Hospital Fund in 1917, das American Memorial Hospital in Reims in den Jahren 1919–1928, den American Ouvrior Funds in den Jahren 1918–1928, und das American Committee for War Relief in Florenz im Jahr 1916. Außerdem ist Korrespondenz mit dem in Paris ansässigen Committee for Men Blinded in Battle erhalten.
1915 spendete Longfellow so viel an den American Ambulance Field Service, dass Krankenwagen Nr. 88 nach ihr benannt wurde. Der Krankenwagen wurde von 1915 bis zum Sommer 1917 in Frankreich und Belgien eingesetzt, bis als irreparabel beschädigt galt. <Das Fahrzeug hat jedoch überlebt und ist im Owls Head Transportation Museum ausgestellt, wo es in betriebsfähigem Zustand gehalten wird.
Longfellow war von 1886–1915 Mitglied in der National Audubon Society, in der American Association for Highway Improvement, beim Cambridge School Committee von 1887 bis 1892, bei den Daughters of the American Revolution, der Massachusetts Historical Society, und in der National Geographic Society.
Longfellow war im Vorstand der Society for the Preservation of New England Antiquities, heute bekannt als Historic New England from its inception in 1910 until her death. Her cousin and good friend William Sumner Appleton Jr. was the founder of the Society.
Darüber hinaus vergab Longfellow Stipendien für Studierende am Hampton Institute und am Tuskegee Institute und spendete Geld für Blindenschulen.

## Bewahrung des väterlichen Erbes
Nach dem Tod ihres Vaters 1882 veröffentlichte Longfellow eine vierseitige Skizze des Lyrikers mit dem Titel „Longfellow in Home Life“. Darin beschrieb sie seine „Aufmerksamkeit und Rücksichtnahme für andere“ und seinen „lebhaften Sinn für Humor“, ohne „eine Trennlinie zwischen seinem Leben und seiner Poesie zu ziehen“. Ferner bemerkte sie, dass er „immer voller Zurückhaltung war und nie viel über sich oder seine Arbeit sprach, nicht einmal mit seiner Familie“. Longfellow setzte sich zeitlebens für das Vermächtnis ihres Vaters als erstem großen amerikanischen Dichter ein. Sie tat dies nicht nur, indem sie sein Haus in Cambridge bewahrte, sondern auch, indem sie in seinem Namen persönliche Verbindungen in der ganzen Welt knüpfte.
1884 waren Alice Longfellow und ihre Schwester Anne bei der Enthüllung der Büste Longfellows im Poets’ Corner in Westminster Abbey in London dabei. Henry Wadsworth Longfellow ist der einzige geborene Amerikaner, dem diese Ehre zuteilwurde. Longfellow beauftragte 1885 den Künstler der Büste, Thomas Brock, mit der Schaffung einer exakten Kopie, die noch heute in der Bibliothek des Longfellow House steht.
1900 wurde Longfellow in Anerkennung der positiven Darstellung des Stammes durch ihren Vater in seinem Epos The Song of Hiawatha (1855) zu einem Besuch beim Volksstamm der Ojibwe nach Ontario eingeladen. Sie und ihre lebenden Geschwister wurden zu Ehrenmitgliedern ernannt. Sie und ihre beiden Schwestern nahmen zudem bei einem anderen Anlass an einem auf dem Werk basierenden Schauspiel teil, das von Mitgliedern der Garden River First Nation der Ojibwe aufgeführt wurde.

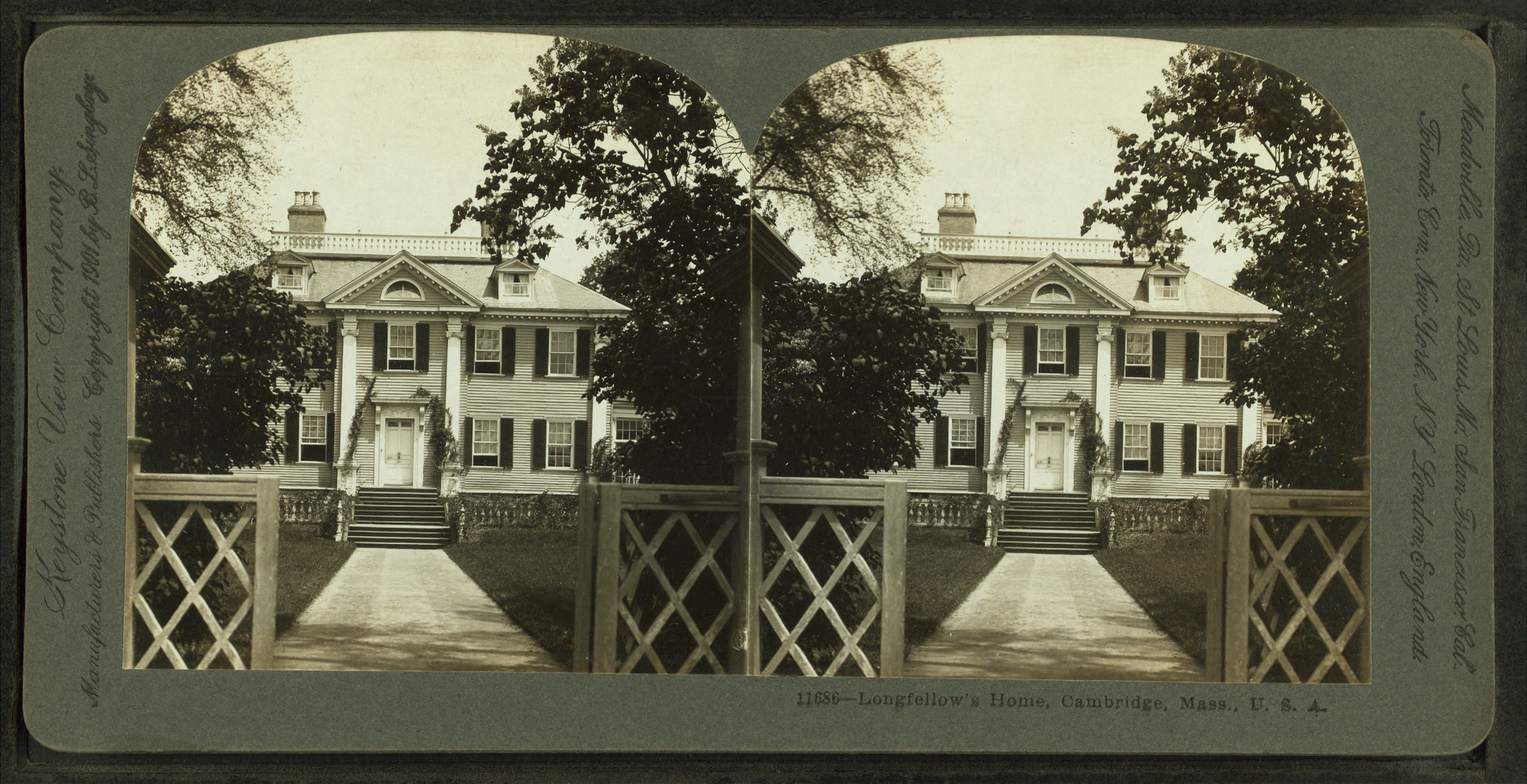
Longfellow House, ca. 1859–1910

Alice Longfellow übernahm unter den Kindern des Dichters das Haus in Cambridge. Sie änderte wenig, mit Ausnahme einer Modernisierung der Badezimmer und dem Einbau eines Aufzugs. 1913 errichteten die Kinder zusammen mit ihren Ehepartners den Longfellow House Trust, die entsprechende erste Stiftungsvertrag wurde am 28. Oktober des Jahres unterzeichnet. Der Zweck des Trusts war es, das Haus ihres Vaters wegen seiner historischen Bedeutung zu erhalten, damit es auch künftigen Generationen als Denkmal für sein Leben und Werk erhalten bleibt. Die anfänglichen Mittel für den Trust wurden von den Longfellow-Kindern wie folgt zur Verfügung gestellt:
- Anne Allegra Longfellow Thorp –  5.000 US-Dollar (1/10 der Einlagen)
- Edith Longfellow Dana – 5.000 US-Dollar (1/10)
- Erny Wadsworth Longfellow – 10.000 US-Dollar (1/5)
- Alice Mary Longfellow – 25.000 US-Dollar (3/5)[46]

Der Stiftungsvertrag legt zudem fest, dass Alice Longfellow für Lebenszeit mit der Aufgabe der Hausverwalterin im Haus wohnen kann, solange wie das will. Longfellow hielt diese Position bis zu ihrem Tod 1928.
Longfellow spendete dem Trust in ihrem Testament weitere 50.000 US-Dollar, um sicherzustellen, dass auch zukünftige Nachkommen von Longfellow im Longfellow House leben können, wenn sie dies möchten.  Der Trust kümmerte sich um das Haus bis 1972, als das Haus von den Treuhändern an den National Park Service übergeben und ein National Historic Site wurde.

## Privatleben
Longfellow reiste zeitlebens viel und unternahm etwa ein Dutzend Reisen ins Ausland. Sie besuchte Kanada, Portugal, Spanien, Italien, Schweiz, Deutschland, Österreich, England, Wales, Schottland, Frankreich, und Belgien. Frankreich und Italien war dabei ihre am häufigsten besuchten Ziele.
Vielleicht Longfellows bemerkenswertester persönlicher Besuch war, als sie sich am 24. Oktober 1927 im Palazzo Chigi mit Benito Mussolini traf und ihm eine Kopie der Übersetzung ihres Vaters der Göttlichen Komödie von Dante Alighieri überreichte. Longfellow sympathisierte mit der Sache des italienischen Faschismus und schrieb um 1923 eine Abhandlung mit dem Titel The Fascisti As I Saw Them, in der sie Mussolinis Arbeit als Führer Italiens lobte.
Zu Hause in Cambridge führte Longfellow ein aktives Gesellschaftsleben. Sie unterhielt Freundschaften mit den Ehefrauen einiger Freunde ihres Vaters, wie Elizabeth Cary Agassiz, der Frau des Naturhistorikers und Harvard-Professors Louis Agassiz, und Annie Adams Fields, der Frau des Verlegers ihres Vaters, James Thomas Fields von Ticknor und Fields. Bekannt sind auch ihre Freundschaften mit Henry Ford und Thomas Edison. Es heißt, wenn auch in keiner Weise belegt, dass es Edison selbst war, der Longfellow davon überzeugte, Anfang des 20. Jahrhunderts Elektrizität in ihrem historischen Haus in Cambridge einzuführen.
1896 feierte Longfellow den 120. Hochzeitstag von George und Martha Washington im Longfellow House, indem sie eine angebliche Twelfth Night-Party Washingtons aus dem Jahr 1776 nachstellte. Die Longfellows feierten diese Tradition auf der Grundlage des Gerüchts, dass das Ehepaar Washington ihren 17. Hochzeitstag im Vassall-Craigie-Longfellow House feierten, während Washington dort während des Amerikanischen Revolutionskrieges dort sein erstes Hauptquartier hatte. Doch selbst die Longfellows waren von der Authentizität der Geschichte nicht überzeugt. Die volkstümliche Legende lebt in einem Werk der historischen Fiktion mit dem Titel Diary of Dorothy Dudley weiter. Longfellow soll Mitglied eines Komitees gewesen sein, das an dem fiktiven Tagebuch mitgeschrieben hat.
Longfellow hatte enge Beziehungen zu vielen Familienmitgliedern, wie z. B. zu ihrer Cousine Mary King Longfellow, der Landschaftsmalerin, und ihrem Cousin Alexander Wadsworth „Waddy“ Longfellow Jr. einem der Gründer des Arts and Crafts Movements. Alice und Mary Longfellow reisten oft gemeinsam durch Europa. Longfellow beriet sich mit Waddy bezüglich Änderungen am Haus und war auch Mitglied der Boston Society for Arts and Crafts, eine Gruppe, deren Mitbegründer Waddy war.
Alice Mary Longfellow starb am 7. Dezember 1928 im Alter von 78 Jahren. Ihre Urne steht im Familiengrab des Mount Auburn Cemetery.